# 정남도서관
정남도서관은 경기도 화성시에 있는 시립 도서관이다.

## 연혁
- 2013년 6월 26일 화성시립정남도서관 개관

## 시설현황
- 2층: 열람실, 전자정보실
- 1층: 종합자료실

## 이용 안내
이용 시간
휴관일
- 매월 두 번째, 네번째 월요일
- 법정공휴일 (일요일 제외)
- 특별한 사유로 관장이 정하는 날